# Segrià
Segrià (hiszp. Segriá) – comarca (powiat) w prowincji Lleida, w Katalonii, w Hiszpanii. Jej stolicą jest Lleida.
Liczy 166 090 mieszkańców. Ma powierzchnię 1396,7 km².